# 興富發建設
興富發建設股份有限公司（英語：Highwealth Construction），又稱興富發建設或興富發，是臺灣一間大型建筑施工公司。

## 概要
1980年1月23日，鈜福建設股份有限公司成立。1989年，以高雄起家的代銷天王鄭欽天入股宏巨建設，持續增加持股，於取得經營權後，將原「鈜福建設」併入「宏巨」。1999年以宏巨建設股份有限公司的名義辦理股票在台灣證券交易所掛牌上市。
2003年更名為興富發建設股份有限公司。2008年5月，公司內部股東彼此間持續於市場上增加持股，發生經營權爭奪戰。
2010年6月，興富發為擴大規模，透過旗下的子公司齊裕營造入主原本以生產磁磚為本業，環保回收為副業的上市公司國賓大地環保事業。
2011年，興富發將「國賓大地環保事業」改名為「潤隆建設」(臺證所：1808)，在台證交所的股號不變，營業重心則改以營建事業為主體，資源回收及焚化爐爐渣處理業務不到一成。
2014年，興富發建設集團為中華民國該年度十大建商排行的龍頭。
2016年8月，興富發建設集團前七月營收，稱冠全台灣上市營建公司。
2022年跨足飯店市場，投資五星級飯店。2022年1月29日萬豪酒店集團旗下的設計型精品潮牌飯店台南安平雅樂軒酒店正式開幕。2024年第三季凱悅品牌度假酒店北金山凱悅度假酒店，即將在新北市金山區登場。2024年底將有高雄凱悅飯店完工。

## 知名建案

#### 2023年
台中「TOP1環球經貿中心」總銷49.96億元
台北「興富發T1」總銷75.69億元

#### 2024年
桃園「站前新鋭」
台中「文心愛悦」
台南「愛琴海」
高雄「興富發博愛」
高雄「愛情河左岸」

## 工程事故
- 2017年8月3日，台南建案工地「博悅」工人墜樓身亡
- 2019年8月5日，桃園建案工地「新森活」灌漿作業意外，大型輸送管時墜落砸中24歲的宜姓工人，送醫不治
- 2020年10月27日，台中建案工地「夢幻誠」清潔工人墜樓身亡、同年11月17日，發生工地起火燃燒事故，無人傷亡
- 2021年1月23日，高雄建案工地「博愛香榭」工人墜樓死亡
- 2022年7月20日，桃園建案工地「國家大院」工人墜樓身亡[16]
- 2022年9月21日，位於台中市西屯區的建案工地「市政愛悅」晚間發生火警，無人傷亡[17]。

### 臺中捷運事故
2023年5月10日，位於台中市南屯區的建案「文心愛悅」，塔式起重機吊臂不明原因從高空脫落，砸穿臺中捷運綠線捷運軌道隔音牆，捷運列車出發後撞上，造成一人死亡十人受傷，臺中市政府都市發展局勒令業者停工台中市的九處建案和勞動部職業安全衛生署合計開罰新台幣110萬元。5月11日，台中市都發局到興富發各處工地稽查，記者事前拍攝到興富發一處建築工地未確實停工，都發局再依建築法共開罰27萬元。5月13日台南與高雄市府，對轄内興富發建案逕行突檢，台南2處工地共2件重大缺失勒令停工及裁罰46萬元，高雄11處工地共3件重大缺失勒令停工改善，以及7件未落實防護裁罰70萬元。5月18日勞動部回應立委質疑，表示興富發遭局部停工56次且已開罰新臺幣1,400萬元，顯示興富發不重視工安屢次違規，將研擬針對職安法違規累犯公司提高罰鍰。

## 新聞連結
- 難怪居住正義法案過不了！建商背景立委全揭露 （页面存档备份，存于）林上祚.風傳媒.2020-05-27
- 藍綠都押寶！2020立委選舉政治獻金總歸戶 前30大金主過半是建商 （页面存档备份，存于）林上祚.新新聞.2021-02-12
- 吊臂砸中捷...興富發不只公安頻傳 過來人曝：跟他買房就是花錢找罪受 （页面存档备份，存于）周刊王.2023-05-11

## 外部連結
- 官方网站（繁體中文）